# Papozze
Papozze è un comune italiano di 1 418 abitanti della provincia di Rovigo in Veneto, situato a sud-est del capoluogo.

## Storia
Il primo riferimento a Papozze è del 1255, quando il ferrarese Tebaldino detto Papozzo vendette alla famiglia Querini di Venezia queste terre, che da lui avrebbero preso il nome.

## Monumenti e luoghi d'interesse

### Architetture religiose
- Chiesa parrocchiale di San Bartolomeo Apostolo (XIX secolo)
- Chiesa di San Luigi Gonzaga Religioso (XVIII secolo), nella frazione di Panarella

### Architetture civili
- Villa Lardi, ora Zangirolami, nella frazione Panarella (XVI secolo)
- Villa Cattozzo, ora Serain, citata anche come corte Milana.
- Villa Zotti, detta Ca' del Mezzano, nell'isola Di Mezzano (XVIII secolo)

### Aree naturali
- Oasi Golena di Panarella, oasi WWF ricavata nell'area golenale dell'argine sinistro Po nei pressi dell'abitato di Panarella.

## Società

### Evoluzione demografica
Abitanti censiti

## Cultura

### Musei
- Museo della Repubblica di Bosgattia

### Fiere e sagre
- Località Borgo: 5 agosto Madonna della Neve[7]
- Panarella: seconda domenica d'agosto, patrono san Luigi Gonzaga
- Papozze: 15 agosto benedizione delle acque del Po presso attracco fluviale
- Papozze: 24 agosto festa del patrono san Bartolomeo apostolo
- Papozze: 4 novembre festa compatrono san Carlo Borromeo

## Amministrazione
| Periodo | Periodo   | Primo cittadino  | Partito                                   | Carica  | Note |
| ------- | --------- | ---------------- | ----------------------------------------- | ------- | ---- |
| 1995    | 1999      | Antonio Manzolli | Lista Civica                              | Sindaco |      |
| 1999    | 2004      | Antonio Manzolli | Lista Civica                              | Sindaco |      |
| 2004    | 2009      | Diego Guolo      | Lista Civica (Centro-sinistra)            | Sindaco |      |
| 2009    | 2014      | Diego Guolo      | Lista Civica (Centro-sinistra)            | Sindaco |      |
| 2014    | 2019      | Pierluigi Mosca  | Lista Civica "Papozze Cultura e Sviluppo" | Sindaco |      |
| 2019    | in carica | Pierluigi Mosca  | Lista Civica "Papozze Cultura e Sviluppo" | Sindaco |      |

## Sport

### Calcio
La principale squadra di calcio della città è l'U.S.D. Papozze 2009 che milita nel girone A veneto di Terza Categoria.

### Pallavolo
La principale squadra di pallavolo della città è U.S.D Papozze 2009